# لاريدو
لاريدو (بالإنجليزية: Laredo, Texas)‏ هي مدينة تقع في مقاطعة ويب، تكساس بولاية تكساس في شمال شرق الولايات المتحدة. تأسست عام 1755، تبلغ مساحة هذه المدينة 233.12 (كم²)، وترتفع عن سطح البحر 137.2 م، بلغ عدد سكانها 244,731 نسمة في عام 2012 حسب إحصاء مكتب تعداد الولايات المتحدة وتصل الكثافة السكانية فيها 1025.27 نسمة/كم2.

## التركيبة السكانية
حدّد مكتب تعداد الولايات المتحدة بيانات التركيبة السكانية للاريدو في تعداد الولايات المتحدة. في ما يلي، التركيبة السكانية حسب تعدادي 2000 و2010.

### تعداد عام 2000
بلغ عدد سكان لاريدو 176,576 نسمة بحسب تعداد عام 2000، وبلغ عدد الأسر 46,852 أسرة وعدد العائلات 39,983 عائلة مقيمة في المدينة. في حين سجلت الكثافة السكانية 631.5 نسمة لكل كيلومتر مربع (1,635.6/ميل2). وبلغ عدد الوحدات السكنية 50,319 وحدة بمتوسط كثافة قدره 180 لكل كيلومتر مربع (466.2/ميل2).
وتوزع التركيب العرقي للمدينة بنسبة 82.27% من البيض و0.37% من الأمريكيين الأفارقة و0.44% من الأمريكيين الأصليين و0.46% من الأمريكيين ذوي الأصول الآسيوية و0.03% من سكان جزر المحيط الهادئ و13.94% من الأعراق الأخرى و2.49% من عرقين مختلطين أو أكثر و94.13% من الهسبانيون أو اللاتينيون من أي عرق.
بلغ عدد الأسر 46,852 أسرة كانت نسبة 59.9% منها لديها أطفال تحت سن الثامنة عشر تعيش معهم، وبلغت نسبة الأزواج القاطنين مع بعضهم البعض 62% من أصل المجموع الكلي للأسر، ونسبة 18.7% من الأسر كان لديها معيلات من الإناث دون وجود شريك، بينما كانت نسبة 4.7% من الأسر لديها معيلون من الذكور دون وجود شريكة وكانت نسبة 14.7% من غير العائلات. تألفت نسبة 12.7% من أصل جميع الأسر من عدة أفراد يعيشون في نفس المنزل ونسبة 5.2% كانت تتألف من شخص يعيش بمفرده يبلغ من العمر 65 عاماً أو أكثر. وبلغ متوسط حجم الأسرة المعيشية 3.70، أما متوسط حجم العائلات فبلغ 4.05.
بلغ العمر الوسطي للسكان 26.9 عاماً. وكانت نسبة 35.3% من القاطنين تحت سن الثامنة عشر، وكانت نسبة 10.9% بين الثامنة عشر والرابعة والعشرين عاماً، ونسبة 29% كانت واقعةً في الفئة العمرية ما بين الخامسة والعشرين والرابعة والأربعين عاماً، ونسبة 15.6% كانت ما بين الخامسة والأربعين والرابعة والستين، ونسبة 7.5% كانت ضمن فئة الخامسة والستين عاماً فما فوق. يوجد لكل 100 أنثى 91.0 ذكر، ويوجد لكل 100 أنثى في الثامنة عشر من عمرها فما فوق 85.4 ذكر.
بلغ متوسط دخل الأسرة في المدينة 29,108 دولارًا، أما متوسط دخل العائلة فبلغ 30,449 دولارًا. وكان متوسط دخل الذكور 24,070 دولارًا مقابل 19,202 دولارًا للإناث. وسجل دخل الفرد الخاص بالمدينة 11,084 دولارًا. وكانت نسبة 25.2% من العائلات ونسبة 29.6% من السكان تحت خط الفقر، وكان من هؤلاء نسبة 38% تحت سن الثامنة عشر ونسبة 26.1% في الخامسة والستين من العمر وما فوق.

### تعداد عام 2010
بلغ عدد سكان لاريدو 236,091 نسمة بحسب تعداد عام 2010، وبلغ عدد الأسر 63,545 أسرة وعدد العائلات 53,277 عائلة مقيمة في المدينة. في حين سجلت الكثافة السكانية 844.4 نسمة لكل كيلومتر مربع (2,187.0/ميل2). وبلغ عدد الوحدات السكنية 68,610 وحدة بمتوسط كثافة قدره 245.4 لكل كيلومتر مربع (635.6/ميل2).
وتوزع التركيب العرقي للمدينة بنسبة 87.71% من البيض و0.47% من الأمريكيين الأفارقة و0.41% من الأمريكيين الأصليين و0.62% من الأمريكيين ذوي الأصول الآسيوية و0.01% من سكان جزر المحيط الهادئ و9.27% من الأعراق الأخرى و1.52% من عرقين مختلطين أو أكثر و95.62% من الهسبانيون أو اللاتينيون من أي عرق.
بلغ عدد الأسر 63,545 أسرة كانت نسبة 57.4% منها لديها أطفال تحت سن الثامنة عشر تعيش معهم، وبلغت نسبة الأزواج القاطنين مع بعضهم البعض 56.7% من أصل المجموع الكلي للأسر، ونسبة 21.1% من الأسر كان لديها معيلات من الإناث دون وجود شريك، بينما كانت نسبة 6% من الأسر لديها معيلون من الذكور دون وجود شريكة وكانت نسبة 16.2% من غير العائلات. تألفت نسبة 13.5% من أصل جميع الأسر من عدة أفراد يعيشون في نفس المنزل ونسبة 5% كانت تتألف من شخص يعيش بمفرده يبلغ من العمر 65 عاماً أو أكثر. وبلغ متوسط حجم الأسرة المعيشية 3.66، أما متوسط حجم العائلات فبلغ 4.04.
بلغ العمر الوسطي للسكان 27.9 عاماً. وكانت نسبة 35% من القاطنين تحت سن الثامنة عشر، وكانت نسبة 10.9% بين الثامنة عشر والرابعة والعشرين عاماً، ونسبة 28% كانت واقعةً في الفئة العمرية ما بين الخامسة والعشرين والرابعة والأربعين عاماً، ونسبة 18.3% كانت ما بين الخامسة والأربعين والرابعة والستين، ونسبة 7.9% كانت ضمن فئة الخامسة والستين عاماً فما فوق. وتوزع التركيب الجنسي للسكان بنسبة 48.4% ذكور و51.6% إناث.

## المناخ
يظهر الجدول التالي التغييرات المناخية على مدار السنة للاريدو:
| البيانات المناخية لـلاريدو          | البيانات المناخية لـلاريدو | البيانات المناخية لـلاريدو | البيانات المناخية لـلاريدو | البيانات المناخية لـلاريدو | البيانات المناخية لـلاريدو | البيانات المناخية لـلاريدو | البيانات المناخية لـلاريدو | البيانات المناخية لـلاريدو | البيانات المناخية لـلاريدو | البيانات المناخية لـلاريدو | البيانات المناخية لـلاريدو | البيانات المناخية لـلاريدو | البيانات المناخية لـلاريدو |
| الشهر                               | يناير                      | فبراير                     | مارس                       | أبريل                      | مايو                       | يونيو                      | يوليو                      | أغسطس                      | سبتمبر                     | أكتوبر                     | نوفمبر                     | ديسمبر                     | المعدل السنوي              |
| ----------------------------------- | -------------------------- | -------------------------- | -------------------------- | -------------------------- | -------------------------- | -------------------------- | -------------------------- | -------------------------- | -------------------------- | -------------------------- | -------------------------- | -------------------------- | -------------------------- |
| الدرجة القصوى °ف (°م)               | 98 (37)                    | 103 (39)                   | 105 (41)                   | 111 (44)                   | 115 (46)                   | 115 (46)                   | 113 (45)                   | 111 (44)                   | 110 (43)                   | 107 (42)                   | 101 (38)                   | 95 (35)                    | 115 (46)                   |
| الحد الأقصى المتوسط °ف (°م)         | 86 (30)                    | 91 (33)                    | 96 (36)                    | 101 (38)                   | 104 (40)                   | 105 (41)                   | 105 (41)                   | 105 (41)                   | 102 (39)                   | 97 (36)                    | 91 (33)                    | 85 (29)                    | 108 (42)                   |
| متوسط درجة الحرارة الكبرى °ف (°م)   | 67.0 (19.4)                | 72.0 (22.2)                | 79.8 (26.6)                | 87.6 (30.9)                | 93.5 (34.2)                | 98.1 (36.7)                | 99.3 (37.4)                | 100.1 (37.8)               | 93.4 (34.1)                | 86.3 (30.2)                | 76.3 (24.6)                | 67.7 (19.8)                | 85.1 (29.5)                |
| متوسط درجة الحرارة الصغرى °ف (°م)   | 46.1 (7.8)                 | 50.3 (10.2)                | 56.9 (13.8)                | 64.3 (17.9)                | 71.5 (21.9)                | 75.9 (24.4)                | 76.7 (24.8)                | 77.0 (25.0)                | 72.7 (22.6)                | 65.2 (18.4)                | 55.2 (12.9)                | 46.8 (8.2)                 | 63.2 (17.3)                |
| الحد الأدنى المتوسط °ف (°م)         | 28 (−2)                    | 31 (−1)                    | 38 (3)                     | 47 (8)                     | 58 (14)                    | 67 (19)                    | 70 (21)                    | 70 (21)                    | 61 (16)                    | 46 (8)                     | 36 (2)                     | 30 (−1)                    | 25 (−4)                    |
| أدنى درجة حرارة °ف (°م)             | 15 (−9)                    | 16 (−9)                    | 25 (−4)                    | 32 (0)                     | 37 (3)                     | 56 (13)                    | 62 (17)                    | 60 (16)                    | 45 (7)                     | 28 (−2)                    | 21 (−6)                    | 11 (−12)                   | 11 (−12)                   |
| الهطول إنش (مم)                     | 0.90 (23)                  | 0.94 (24)                  | 1.12 (28)                  | 1.42 (36)                  | 2.49 (63)                  | 2.23 (57)                  | 2.01 (51)                  | 1.88 (48)                  | 2.93 (74)                  | 2.21 (56)                  | 1.19 (30)                  | 0.88 (22)                  | 20.2 (512)                 |
| متوسط أيام هطول الأمطار (≥ 0.01 in) | 5.9                        | 5.3                        | 4.4                        | 4.2                        | 5.3                        | 5.1                        | 4.8                        | 5.1                        | 6.7                        | 4.4                        | 4.3                        | 5.6                        | 61.1                       |
| المصدر: NOAA                        |                            |                            |                            |                            |                            |                            |                            |                            |                            |                            |                            |                            |                            |

## توأمة
للاريدو اتفاقيات توأمة مع كل من:
- لور هوت
- كامبيتشي
- تيخوانا
- إيرابواتو
- توريون
- غوادالاخارا
- تاينان

## أعلام
- إميليو ساليناس
- فيديريكو بينيا
- خوسيه سيلفا
- مارتن بيرفكتو دي كوس
- كلارنس هوبر
- سارا إستيلا راميريز
- روبرت جي. وايتهيد
- أورلاندو كانيزاليس
- ألفونسو جوميز-ريجون
- إيرلين براون

## وصلات خارجية
- City of Laredo
- The US50 - Cities and Towns in Texas State